# كيربي ويلبر
كيربي ويلبر (بالإنجليزية: Kirby Wilbur)‏ هو مقدم برامج إذاعية أمريكي، ولد في 11 نوفمبر 1953.